# 중앙도서관 (정읍시)
정읍시 중앙도서관은 전북특별자치도 정읍시 상동 소재의 시립 도서관이다.

## 연혁
- 1990 03. 30. 정주시립도서관 개관
- 1995 01. 01. 정읍시립도서관으로 개정
- 1995 11. 18. 정읍시립 신태인도서관 기공
- 1997 10. 09. 정읍시립 신태인도서관 개관
- 2003 05. 30. 정읍시립도서관 디지털자료실 개실
- 2007 06. 04. 정읍시립도서관 어린이실 개설
- 2007 06. 28. 수성동 어린이 기적의 도서관 기공식
- 2008 05. 23. 어린이기적의 도서관 개관
- 2014 02. 19. 정읍시립중앙도서관으로 개정 및 정읍시립중앙도서관 개관

## 시설현황
- 1층: 강당, 어린이도서관, 다문화교실
- 2층: 종합자료실, 디지털자료실, 정기간행물실
- 3층: 열람실, 노트북열람실, 동아리방, 휴게실
- 4층: 사무실, 보존서고, 도서정리실, 문화교실

## 이용 안내
이용 시간
- 어린이실 09:00 ~ 17:30
- 종합자료실 09:00 ~ 22:00
- 디지털자료실 09:00 ~ 22:00
- 열람실 08:00 ~ 24:00

휴관일
- 정기휴관일: 법정 공휴일(추석,설날 등)
- 임시휴관일: 장서점검, 관장이 필요하다고 인정하는 경우